# 梧木川站
梧木川站（：／ Omokcheon yeok */?）是水仁·盆唐線沿線的一座地下車站，位於韓國京畿道水原市勸善區梧木川洞。本站前身為水仁線的梧木站，2020年重新以「梧木川站」的名稱再開業。未來新盆唐線南部延伸線開通後，將於本站與水仁·盆唐線交會轉乘。

## 車站結構
站體為2面2線側式月台的地下車站，候車月台設有月台幕門，並有3處出口。

### 月台配置
| ↑ 古索 |
| \| １  |
| 漁川 ↓ |

| 月台 | 路線                   | 目的地                         |
| ---- | ---------------------- | ------------------------------ |
| 1    | ●首都圈電鐵水仁·盆唐線 | 安山、烏耳島、松島、仁川方向   |
| 2    | ●首都圈電鐵水仁·盆唐線 | 水原、竹田、往十里、清涼里方向 |

## 歷史
- 1937年8月5日：水仁線梧木站（오목역）落成啟用。
- 2019年10月25日：新站站名決定為梧木川站[1]。
- 2020年9月12日：首都圈電鐵水仁·盆唐線開通，本站重新啟用。

## 車站周邊
- 水原女子大學（朝鲜语：수원여자대학교）仁濟校區
- 韓國放送通信大學京畿校區
- 永新女子高校
- 永新中學
- 梧木川兒童公園

## 相鄰車站
韓國鐵道公社
●首都圈電鐵水仁·盆唐線
古索（K246）－梧木川（K247）－漁川（K248）